# Corbère-Abères
Pour les articles homonymes, voir Corbère.
Corbère-Abères (en béarnais Corbèras-Avera ou Courbères-Abére) est une commune française, située dans le département des Pyrénées-Atlantiques en région Nouvelle-Aquitaine.

## Géographie

### Localisation
La commune de Corbère-Abères se trouve dans le département des Pyrénées-Atlantiques, en région Nouvelle-Aquitaine.
Elle se situe à 37 km par la route de Pau, préfecture du département, et à 34 km de Serres-Castet, bureau centralisateur du canton des Terres des Luys et Coteaux du Vic-Bilh dont dépend la commune depuis 2015 pour les élections départementales. 
La commune fait en outre partie du bassin de vie de Lembeye.
Les communes les plus proches sont : 
Bassillon-Vauzé (2,1 km), Moncaup (2,8 km), Escurès (3,0 km), Lembeye (3,1 km), Castillon (3,3 km), Séméacq-Blachon (3,6 km), Monpezat (3,7 km), Arricau-Bordes (4,4 km).
Sur le plan historique et culturel, Corbère-Abères fait partie de la province du Béarn, qui fut également un État et qui présente une unité historique et culturelle à laquelle s’oppose une diversité frappante de paysages au relief tourmenté.

### Communes limitrophes
Les communes limitrophes sont  Bassillon-Vauzé, Castillon, Escurès, Lembeye, Moncaup et Séméacq-Blachon.
| Castillon (près de Lembeye) | Séméacq-Blachon |                 |
| Escurès                     | Corbère-Abères  | Moncaup         |
|                             | Lembeye         | Bassillon-Vauzé |

### Hydrographie

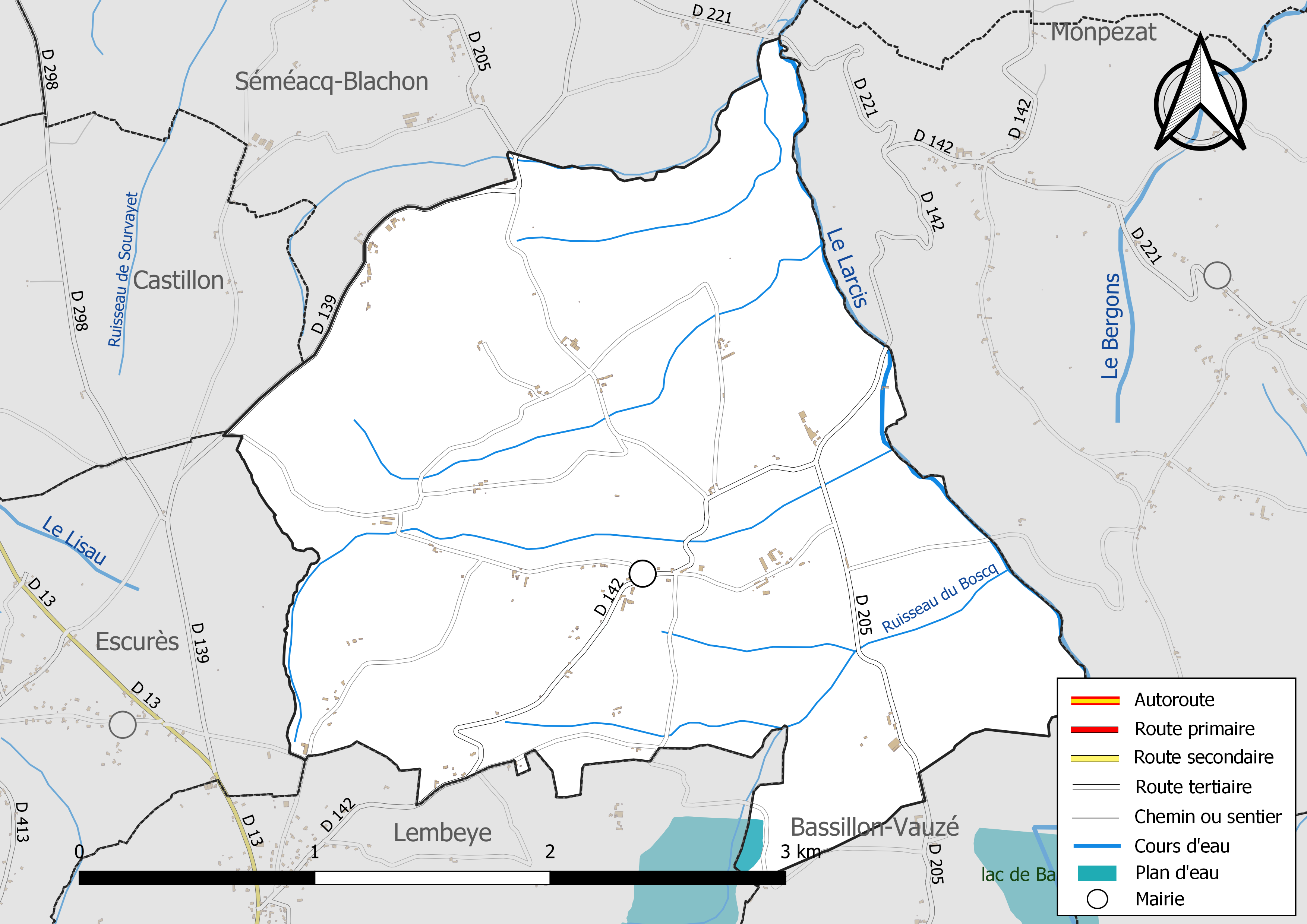
Réseaux hydrographique et routier de Corbère-Abères.

La commune est drainée par le Larcis, le ruisseau du Boscq et par divers petits cours d'eau, constituant un réseau hydrographique de 13 km de longueur totale,.
Le Larcis, d'une longueur totale de 34,8 km, prend sa source dans la commune de Luc-Armau, et s'écoule vers le nord-ouest. Il se jette dans le Léez à Projan, après avoir traversé 20 communes.

### Climat
Pour des articles plus généraux, voir Climat de la Nouvelle-Aquitaine et Climat des Pyrénées-Atlantiques.
Historiquement, la commune est exposée à un climat océanique aquitain.  
En 2020, Météo-France publie une typologie des climats de la France métropolitaine dans laquelle la commune est exposée à un climat de montagne et est dans la région climatique Aquitaine, Gascogne, caractérisée par une pluviométrie abondante au printemps, modérée en automne, un faible ensoleillement au printemps, un été chaud (19,5 °C), des vents faibles, des brouillards fréquents en automne et en hiver et des orages fréquents en été (15 à 20 jours).
Pour la période 1971-2000, la température annuelle moyenne est de 13 °C, avec une amplitude thermique annuelle de 14,7 °C. Le cumul annuel moyen de précipitations est de 1 072 mm, avec 11 jours de précipitations en janvier et 7,7 jours en juillet. Pour la période 1991-2020, la température moyenne annuelle observée sur la station météorologique la plus proche, située sur la commune de Maubourguet à 9,98 km à vol d'oiseau, est de 0,0 °C et le cumul annuel moyen de précipitations est de 0,0 mm,. Pour l'avenir, les paramètres climatiques de la commune estimés pour 2050 selon différents scénarios d’émission de gaz à effet de serre sont consultables sur un site dédié publié par Météo-France en novembre 2022.

### Milieux naturels et biodiversité
Aucun espace naturel présentant un intérêt patrimonial n'est recensé sur la commune dans l'inventaire national du patrimoine naturel,,.

## Urbanisme

### Typologie
Au 1er janvier 2024, Corbère-Abères est catégorisée commune rurale à habitat très dispersé, selon la nouvelle grille communale de densité à sept niveaux définie par l'Insee en 2022.
Elle est située hors unité urbaine. Par ailleurs la commune fait partie de l'aire d'attraction de Pau, dont elle est une commune de la couronne,. Cette aire, qui regroupe 227 communes, est catégorisée dans les aires de 200 000 à moins de 700 000 habitants,.

### Occupation des sols

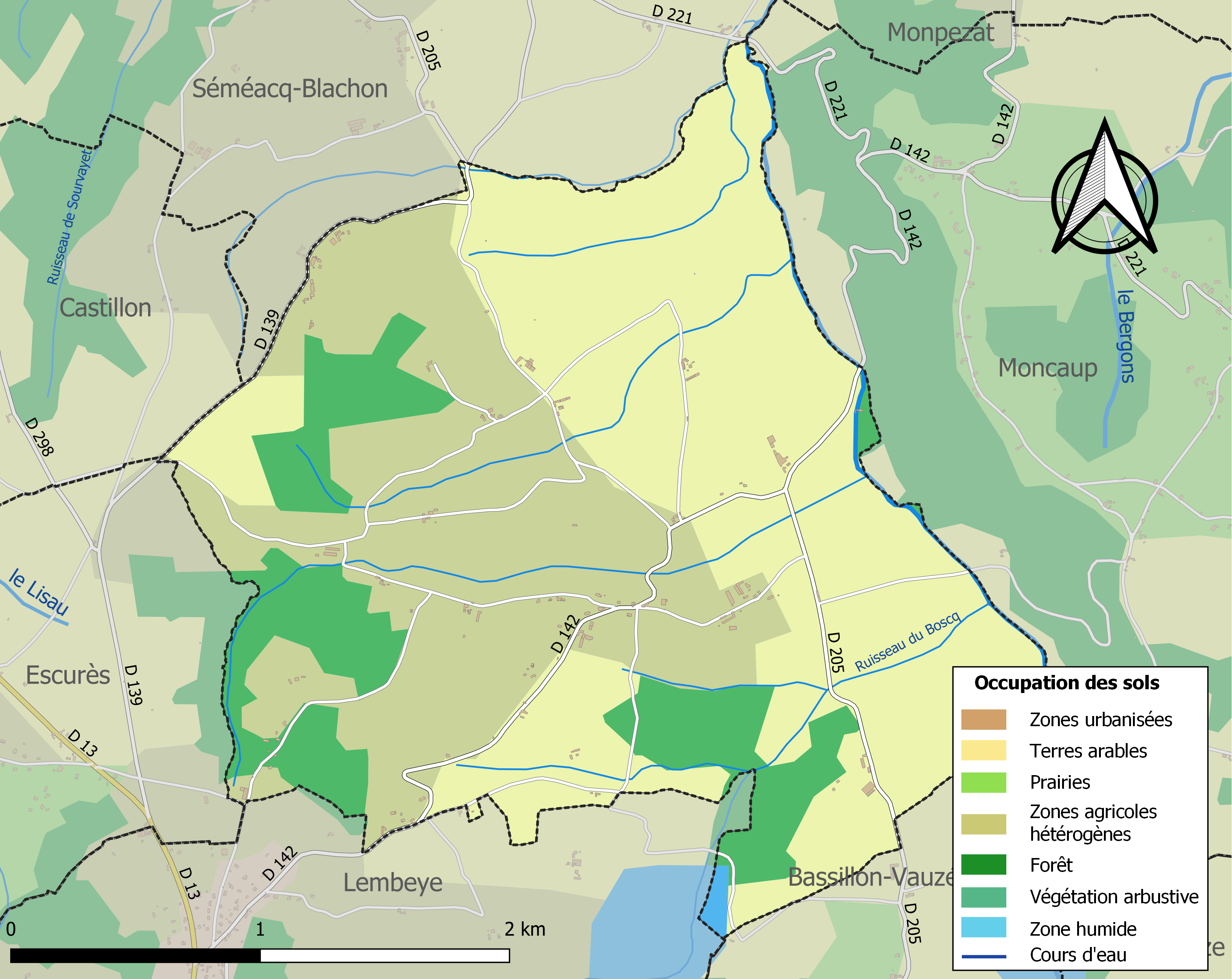
Carte des infrastructures et de l'occupation des sols de la commune en 2018 (CLC).

L'occupation des sols de la commune, telle qu'elle ressort de la base de données européenne d’occupation biophysique des sols Corine Land Cover (CLC), est marquée par l'importance des territoires agricoles (85,9 % en 2018), une proportion identique à celle de 1990 (85,9 %). La répartition détaillée en 2018 est la suivante : 
terres arables (51,8 %), zones agricoles hétérogènes (34,1 %), forêts (13,9 %), eaux continentales (0,2 %). L'évolution de l’occupation des sols de la commune et de ses infrastructures peut être observée sur les différentes représentations cartographiques du territoire : la carte de Cassini (XVIIIe siècle), la carte d'état-major (1820-1866) et les cartes ou photos aériennes de l'IGN pour la période actuelle (1950 à aujourd'hui).

### Lieux-dits et hameaux
- Abères
- Audipont
- Corbère
- Corbère-Château
- Domengeux
- Domengeux-Audipont
- Then

### Voies de communication et transports
Elle est desservie par les routes départementales 139, 142 et 205.

### Risques majeurs
Le territoire de la commune de Corbère-Abères est vulnérable à différents aléas naturels : météorologiques (tempête, orage, neige, grand froid, canicule ou sécheresse), inondations et séisme (sismicité modérée). Un site publié par le BRGM permet d'évaluer simplement et rapidement les risques d'un bien localisé soit par son adresse soit par le numéro de sa parcelle.
Certaines parties du territoire communal sont susceptibles d’être affectées par le risque d’inondation par une crue à  débordement lent de cours d'eau, notamment le Larcis. La commune a été reconnue en état de catastrophe naturelle au titre des dommages causés par les inondations et coulées de boue survenues en 1982, 2009 et 2018,.

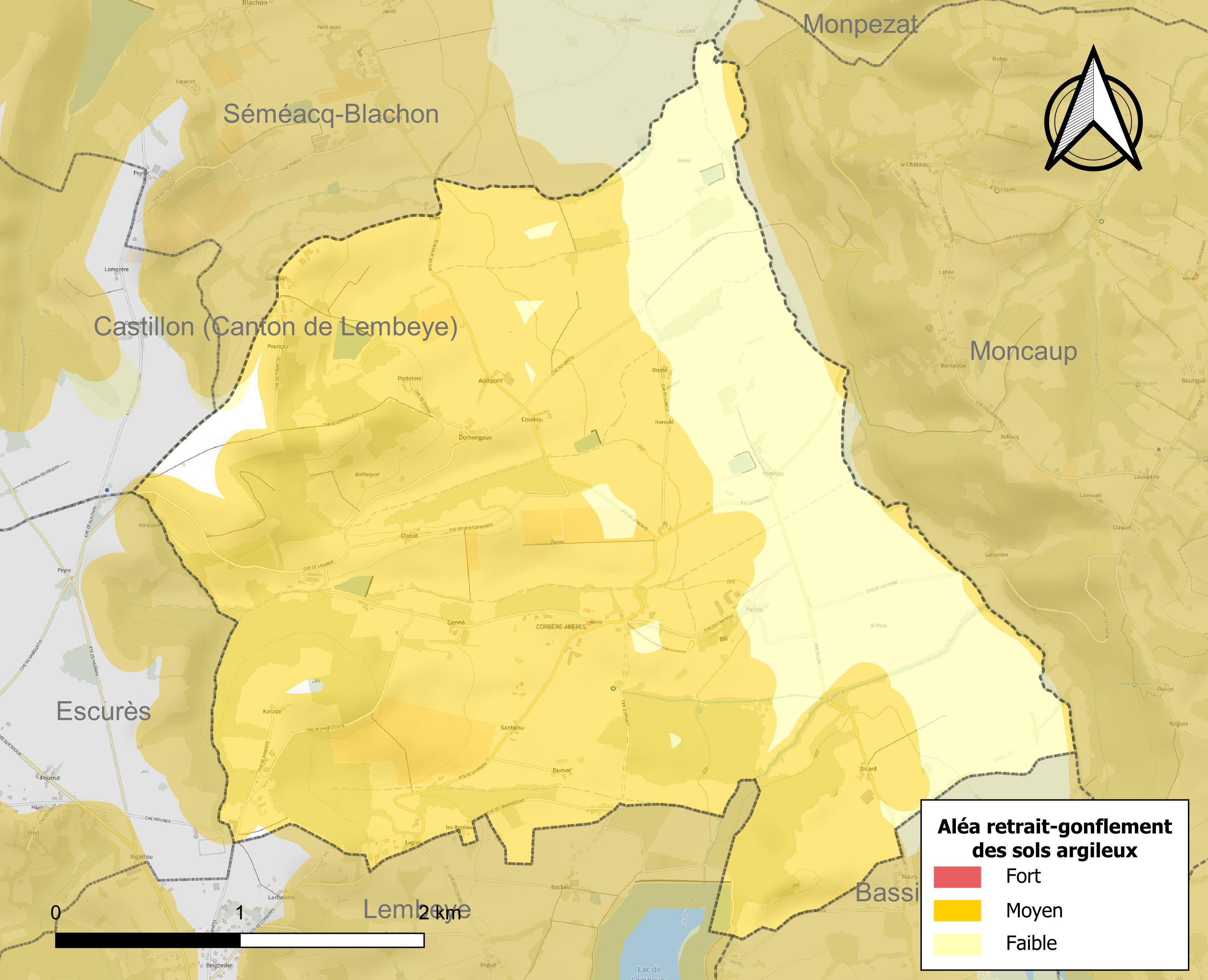
Carte des zones d'aléa retrait-gonflement des sols argileux de Corbère-Abères.

Le retrait-gonflement des sols argileux est susceptible d'engendrer des dommages importants aux bâtiments en cas d’alternance de périodes de sécheresse et de pluie. 73,7 % de la superficie communale est en aléa moyen ou fort (59 % au niveau départemental et 48,5 % au niveau national). Depuis le 1er octobre 2020, en application de la loi ELAN, différentes contraintes s'imposent aux vendeurs, maîtres d'ouvrages ou constructeurs de biens situés dans une zone classée en aléa moyen ou fort,.

## Toponymie
Le toponyme Corbère est mentionné au XIIIe siècle (cartulaire de Lescar) et apparaît sous les formes 
Corberas et Courbères (respectivement vers 1550 et 1683, réformation de Béarn) et 
Corbères (1863, dictionnaire topographique Béarn-Pays basque).
Du latin corbus (corbeau) avec le suffixe –aria (« aire »)[réf. nécessaire].
Le toponyme Abères apparaît sous les formes 
Bere (1402, censier de Béarn), 
Avera et le parsan d'Albère de Courbères (respectivement 1540 et 1684, réformation de Béarn), 
Abere prés Corberes (1793, ou an II), 
Abères près Corbère (1801, Bulletin des lois) et 
Abère (1863, dictionnaire topographique Béarn-Pays basque).
Le nom béarnais de la commune est Corbèras-Avera ou Courbères-Abére.
Michel Grosclaude propose une étymologie latine abellana ou abella ('noisette' et par extension 'la coudraie'). À noter que cet auteur mentionne l'appellation officielle sous la forme Abère.
Le toponyme Domengeux apparaît sous les formes 
Domengius et Domenjeus (respectivement 1385 et 1402, censier de Béarn) et 
Doumengeux (1748, terrier de Bétracq).
Domengeux s'est unie avec Abères à Corbère et le toponyme correspondant s'appelait Corbères-Abère-Domengeux. En 1833, le nom de la commune prit sa forme actuelle, Corbère-Abères.

## Histoire
Paul Raymond note qu'en 1385, Corbères comptait treize feux et Domengeux huit ; les deux communes dépendaient du bailliage de Lembeye. La baronnie de Corbères était vassale de la vicomté de Béarn.

### Les Hospitaliers
Domengeux était une dépendance de la commanderie des Hospitaliers de l'ordre de Saint-Jean de Jérusalem de Caubin et Morlaàs.

## Politique et administration
| Période                                  | Période | Identité            | Étiquette | Qualité |
| ---------------------------------------- | ------- | ------------------- | --------- | ------- |
| 1947                                     | 1977    | André Pédaillé      |           |         |
| 1977                                     | 1995    | Marcel Loste-Berdot |           |         |
| 1995                                     | 2008    | Raymond Sansot      |           |         |
| 2008                                     | 2014    | Raymond Sansot      |           |         |
| Les données manquantes sont à compléter. |         |                     |           |         |

### Intercommunalité
Corbère-Abères fait partie de quatre structures intercommunales :
- la communauté de communes du Nord-Est Béarn ;
- le SIVU de la voirie du canton de Lembeye ;
- le syndicat d’énergie des Pyrénées-Atlantiques ;
- le syndicat intercommunal d’alimentation en eau potable (SIAEP) du Vic-Bilh Montanérès.

## Population et société

### Démographie
L'évolution du nombre d'habitants est connue à travers les recensements de la population effectués dans la commune depuis 1793. Pour les communes de moins de 10 000 habitants, une enquête de recensement portant sur toute la population est réalisée tous les cinq ans, les populations de référence des années intermédiaires étant quant à elles estimées par interpolation ou extrapolation. Pour la commune, le premier recensement exhaustif entrant dans le cadre du nouveau dispositif a été réalisé en 2004.

En 2022, la commune comptait 95 habitants, en évolution de −15,93 % par rapport à 2016 (Pyrénées-Atlantiques : +3,78 %, France hors Mayotte : +2,11 %).
| 1793 | 1800 | 1821 | 1831 | 1836 | 1841 | 1846 | 1851 | 1856 |
| ---- | ---- | ---- | ---- | ---- | ---- | ---- | ---- | ---- |
| 93   | 104  | 191  | 388  | 390  | 392  | 366  | 361  | 321  |

| 1861 | 1866 | 1872 | 1876 | 1881 | 1886 | 1891 | 1896 | 1901 |
| ---- | ---- | ---- | ---- | ---- | ---- | ---- | ---- | ---- |
| 277  | 254  | 250  | 251  | 254  | 244  | 220  | 241  | 234  |

| 1906 | 1911 | 1921 | 1926 | 1931 | 1936 | 1946 | 1954 | 1962 |
| ---- | ---- | ---- | ---- | ---- | ---- | ---- | ---- | ---- |
| 237  | 181  | 190  | 183  | 159  | 145  | 136  | 129  | 120  |

| 1968 | 1975 | 1982 | 1990 | 1999 | 2004 | 2006 | 2009 | 2014 |
| ---- | ---- | ---- | ---- | ---- | ---- | ---- | ---- | ---- |
| 99   | 91   | 80   | 85   | 75   | 82   | 86   | 108  | 113  |

| 2019 | 2022 | - | - | - | - | - | - | - |
| ---- | ---- | - | - | - | - | - | - | - |
| 98   | 95   | - | - | - | - | - | - | - |

## Économie
La commune fait partie des zones d'appellation d'origine contrôlée (AOC) du madiran, du pacherenc-du-vic-bilh et du béarn.

## Culture locale et patrimoine

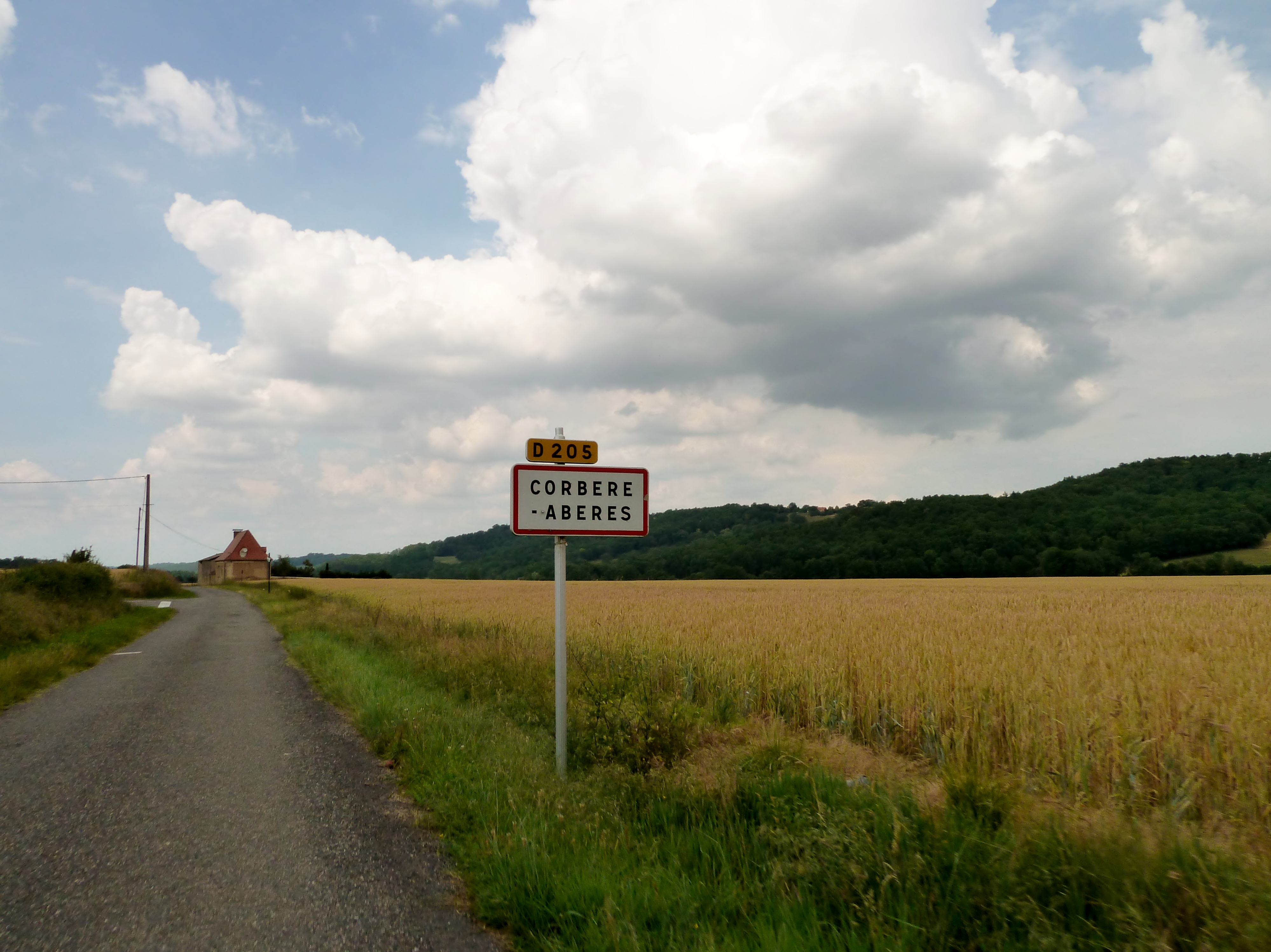
Entrée dans Corbère-Abères.
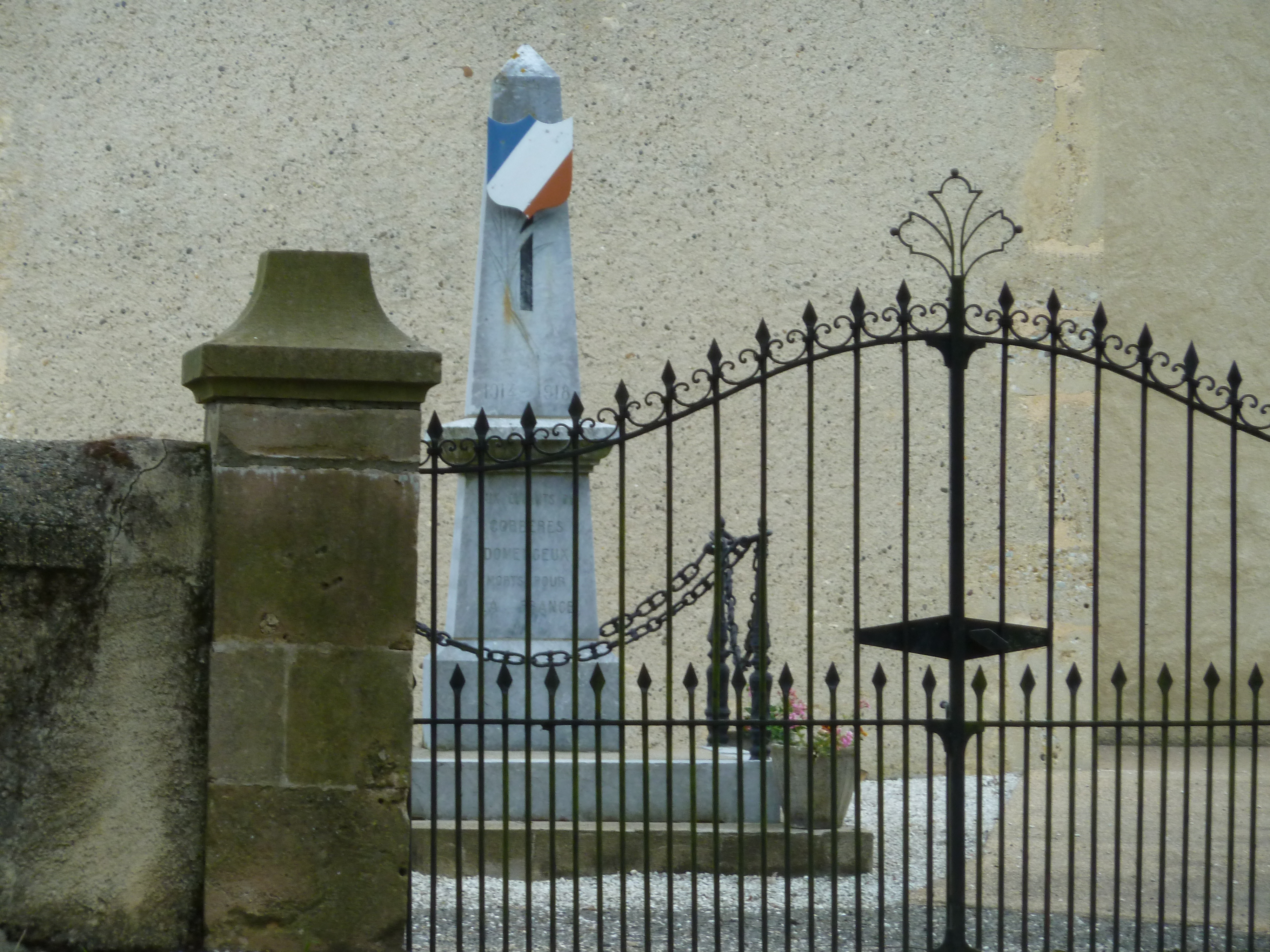
Le monument aux morts.

### Patrimoine civil
Le château date de la fin du XVIIe siècle, il fut occupé par la couturière Coco Chanel dans les années 1930.
Le pigeonnier du lieu-dit Audipont semble dater du XVIIIe siècle.

### Patrimoine religieux
L'église Saint-Laurent, au lieu-dit Domengeux, date partiellement du XIIe siècle, tout comme l'église Saint-Orens, de Corbère. On trouve dans l'église Saint-Laurent du mobilier référencé par le ministère de la Culture. L'église Saint-Orens, quant à elle, recèle du mobilier, un tableau, des verrières, des dalles funéraires et des objets inscrits à l'inventaire général du patrimoine culturel.

## Personnalités liées à la commune

### Naissances
- Joseph-Louis de Luppé (1837-1912), homme politique français.

### Décès
- Armand d'Angosse (1776-1852), homme politique français.